# Сенат Орегона
Сенат штата Орегон — верхняя палата законодательного собрания штата Орегон (США). Вместе с нижней палатой — Палатой представителей Орегона — он составляет Законодательное собрание Орегона. Сенат состоит из 30 членов, каждый из которых представляет один из 30 избирательных округов штата, население каждого округа составляет 141 242 человека. Заседания Сената проходят в восточном крыле Капитолия штата Орегон в городе Сейлем.
Орегон является одним из пяти штатов США, наряду с Аризоной, Мэн, Нью-Гэмпшир и Вайомингом, в которых отсутствует должность вице-губернатора. В большинстве других штатов и в Конгрессе США (где эту роль выполняет вице-президент) вице-губернатор является главой верхней палаты и имеет решающий голос при равенстве голосов. Вместо этого в Орегоне существует отдельная должность — председатель Сената, который не входит в исполнительную власть штата. В случае равенства голосов сенаторы должны принять меры для разрешения ситуации. Так, например, во время 72-го созыва Законодательного собрания Орегона в 2003 году сенаторы заключили соглашение о совместном управлении: демократы выдвигали председателя Сената, а республиканцы возглавляли ключевые комитеты.
Как и в некоторых других верхних палатах законодательных собраний штатов и территорий, а также в Сенате США, Сенат Орегона имеет право утверждать или отклонять кандидатуры, выдвигаемые губернатором на руководящие должности в департаментах, комиссиях, советах и других государственных органах штата.
Действующий председатель Сената — Роб Вагнер из города Лейк-Осуиго.

## Членство и квалификация
Сенаторы штата Орегон избираются на четырёхлетний срок и не ограничены в количестве сроков. В 2002 году Верховный суд Орегона признал Поправку к бюллетеню № 3, принятую в 1992 году и устанавливавшую 12-летний предел для службы в законодательном собрании штата, неконституционной на основании нарушения правила «одного предмета» при внесении изменений в конституцию.
Согласно Конституции Орегона, для кворума требуется присутствие 2/3 сенаторов. Республиканские сенаторы использовали это правило, чтобы блокировать законодательные инициативы, просто не являясь на заседания. В ответ на такую практику в 2022 году была принята Поправка к бюллетеню № 113, согласно которой законодатели, пропустившие десять заседаний без уважительной причины, теряют право быть избранными на следующий срок В мае–июне 2023 года в рамках 82-й сессии законодательного собрания состоялся республиканский бойкот, длившийся шесть недель — самый продолжительный в истории.

## Исторические события
Кэтрин Кларк стала первой женщиной, избранной в Сенат штата Орегон. Женщины получили право баллотироваться в законодательное собрание штата Орегон в 1914 году, и в том же году Кларк была назначена на вакантное место в округе Дуглас своим двоюродным братом, губернатором Освальдом Уэстом. После некоторых споров о том, имел ли Уэст право назначать кого-то на вакантное место, Кларк провела кампанию и была избрана избирателями в 1915 году. Она вступила в должность за пять лет до того, как Девятнадцатая поправка к Конституции США защитила право всех американских женщин на голосование.
В 1982 году Мэй Йих стала первой американкой китайского происхождения, избранной в сенат штата в США.

## Состав
| Сессия (год)                | Партия          | Партия          | Партия    | Партия     | Всего | Вакантно |
| --------------------------- | --------------- | --------------- | --------- | ---------- | ----- | -------- |
| Сессия (год)                | Демократическая | Республиканская | Нез.Респ. | Нез.Партия | Всего | Вакантно |
| Конец 75-й Ассамблеи (2010) | 18              | 12              | 0         | 0          | 30    | 0        |
|                             |                 |                 |           |            |       |          |
| 76-я Ассамблея (2011-2012)  | 16              | 14              | 0         | 0          | 30    | 0        |
|                             |                 |                 |           |            |       |          |
| 77-я Ассамблея (2013-2014)  | 16              | 14              | 0         | 0          | 30    | 0        |
|                             |                 |                 |           |            |       |          |
| 78-я Ассамблея (2015-2016)  | 18              | 12              | 0         | 0          | 30    | 0        |
|                             |                 |                 |           |            |       |          |
| 79-я Ассамблея (2017-2019)  | 17              | 13              | 0         | 0          | 30    | 0        |
|                             |                 |                 |           |            |       |          |
| 80-я Ассамблея (2019-2021)  | 18              | 12              | 0         | 0          | 30    | 0        |
|                             |                 |                 |           |            |       |          |
| Начало 81-й Ассамблеи       | 18              | 12              | 0         | 0          | 30    | 0        |
| 15 января 2021              | 18              | 11              | 0         | 1          | 30    | 0        |
| Апрель 2021                 | 18              | 10              | 1         | 1          | 30    | 0        |
|                             |                 |                 |           |            |       |          |
| 82-я Ассамблея (2023-2025)  | 17              | 11              | 1         | 1          | 30    | 0        |
|                             |                 |                 |           |            |       |          |
| 83-я Ассамблея (2025-2027)  | 18              | 12              | 0         | 0          | 30    | 0        |
| Последняя доля голосов      | 60%             | 40%             | 0%        | 0%         |       |          |